# Jerry Hall
Jerry Faye Hall (ur. 2 lipca 1956 w Gonzales) – amerykańska modelka i aktorka.

## Życiorys

### Wczesne lata
Urodziła się w Gonzales w stanie Teksas jako córka Marjorie (z domu Sheffield) i Johna P. Halla, kierowcy ciężarówki. Jej siostra bliźniaczka, Terry, została maklerem nieruchomości. Miała też trzy starsze siostry: Lindę, Cindy i Rosemary. W 1958, kiedy miała dwa lata jej rodzina przeprowadziła się do Mesquite, gdzie uczęszczała do North Mesquite High School. Podczas nauki cierpiała z powodu dysleksji.

### Kariera
W wieku 16 lat została odkryta w schronisku na Riwierze Francuskiej w Saint-Tropez przez agenta modelek Claude’a Haddada. Przeniosła się do Paryża i dzieliła paryski apartament z Grace Jones. Uczestniczyła w paryskim nocnym życiu, często występując w kabaretowych imprezach w klubach i na imprezach z udziałem Jones. Niedługo potem wprowadziła się z ilustratorem mody Antonio Lopezem i rozpoczęła karierę modelki.
W modelingu zadebiutowała w 1975 w Stanach Zjednoczonych. Początkowo podpisała kontrakt z nowojorskim oddziałem agencji Ford i zaczęła brać udział w lokalnych pokazach mody. Jeszcze w tym samym roku w listopadzie pojawiła się na okładce brytyjskiej edycji magazynu „Vogue” i podpisała kontrakt z agencją modelek Tess w Londynie.
Od tego czasu regularnie zaczęła uczestniczyć w sesjach zdjęciowych do międzynarodowych wydań: „Cosmopolitan” (w edycji brytyjskiej 24 czerwca 1974, w edycji brytyjskiej we wrześniu 1985), „Elle” (w edycji francuskiej w październiku 2013, w edycji węgierskiej w październiku 2013), „Harper’s Bazaar” (w edycji francuskiej w marcu 1985), „Vanity Fair” (w edycji amerykańskiej w marcu 1985, w edycji hiszpańskiej w lipcu 2015), „Playboy” (w edycji holenderskiej, niemieckiej i francuskiej w październiku 1985, w edycji australijskiej w listopadzie 1985) i „Viva!” (w edycji polskiej 17 września 1998).
W ciągu swej wieloletniej kariery na wybiegu prezentowała kolekcje: Christiana Diora, Chanel, Valentina, Thierry’ego Muglera, Vivienne Westwood, Yves’a Sainta Laurenta. Wzięła udział w wielu kampaniach reklamowych, m.in.: Basile, Chanel, H&M, L’Oréal, Revlon i Versace.
W latach 80. XX wieku zaczęła dzielić modeling z aktorstwem, występując w melodramacie Miejski kowboj (Urban Cowboy, 1980) z Johnem Travoltą, Debrą Winger i Scottem Glennem, komediodramacie Paula Mazursky’ego Willie i Phil (Willie & Phil, 1980) u boku Michaela Ontkeana, Margot Kidder i Raya Sharkeya, sitcomie FOX Świat według Bundych (Married... with Children, 1987), teledysku do utworu Micka Jaggera „Running Out of Luck” (1987) oraz klasycznej baśni telewizyjnej Showtime Jaś i magiczna fasola (Faerie Tale Theatre – Jack and the Beanstalk, 1987) z udziałem Elliotta Goulda i Jean Stapleton. W kasowym hicie kinowym Tima Burtona Batman (1989) pojawiła się jako Alicia Hunt.
W 1997 jej zdjęcia znalazły się w kalendarzu Pirelli.
W czerwcu 2000 została wybrana przez producenta Saschę Brooksa, aby powtórzyć sukces Kathleen Turner w roli Pani Robinson na londyńskiej scenie w spektaklu Absolwent według powieści Charlesa Webba u boku Ridera Stronga (Benjamin Braddock).

## Życie prywatne
Spotykała się z Andym Warholem. W latach 1975–1977 była związana z Bryanem Ferrym. W styczniu 1977 związała się z Mickiem Jaggerem, za którego wyszła za mąż 21 listopada 1990. Mają czwórkę dzieci: dwie córki – Elizabeth (ur. 2 marca 1984) i Georgię May Ayeeshą (ur. 12 stycznia 1992) oraz dwóch synów – Jamesa Leroya Augustina (ur. 23 sierpnia 1985) i Gabriela Luke’a Beauregarda (ur. 9 grudnia 1997). Jednak 13 sierpnia 1999 ich ślub anulowano.
Romansowała też z biznesmenem Robertem Sangsterem (1982), historykiem Adamem Zamoyskim (1988), biznesmenem Guyem Dellalem (1998-99), przedsiębiorcą Paulem Allenem (1999), brytyjskim pisarzem i dziennikarzem Edwardem St Aubynem (2000), dziennikarzem Philem Bronsteinem (2005) i australijskim krykiecistą Shane’em Warne’em (we wrześniu 2005).
4 marca 2016 poślubiła Ruperta Murdocha, australijskiego magnata mediowego.